# قاچاق انسان در آنگولا
قاچاق انسان در آنگولا (انگلیسی: Human trafficking in Angola) کشور آنگولا مبدأ و مقصد مردان، زنان، و کودکانی است که در معرض قاچاق افراد هستند، مخصوصاً موارد تن‌فروشی اجباری و کار اجباری. قربانیان قاچاق داخل کشور به کارهای زراعتی، کارهای ساختمانی، خدمتکاری خانگی، گمارده می‌شوند. همچنین گزارش شده که به کار یدی در معادن الماس. مجبور می‌شوند.

## قاچاقچیان فراملیتی
زنان و کودکان آنگولائی بیشتر توسط قاچاقچیان داخلی در مقایسه با قاچاقچیان فراملیتی، موضوع قاچاق با اهداف جنسی قرار می‌گیرند. کودکان و زنان به آفریقای جنوبی، جمهوری دموکراتیک کنگو، (DRC) نامیبیا، و کشورهای اروپائی در وهله اول پرتقال قاچاق می‌شوند. قاچاقچیان، پسران را برای کار اجباری در زمینه دامداری به نامیبیا می‌برند. کودکان را به اجبار به عنوان پیک در تجارت غیرقانونی مرزی بین نامیبیا و آنگولا بکار می‌گیرند تا از پرداخت عوارض واردات و صادرات فرار کنند. مهاجرین غیرقانونی که با میل خود از جمهوری دموکراتیک کنگو به مناطق معدنی آنگولا وارد می‌شوند، آنطور که گزارش شده برخی از آن‌ها در آنجا بعدها در کمپ‌های معادن گرفتار کار یا تن‌فروشی اجباری می‌گردند.

## اقدامات دولت آنگولا
دولت آنگولا سعی وافری در مبارزه با قاچاق بخرج می‌دهد. دولت در باره خطرهای قاچاق در آنگولا آموزش عمومی ترتیب داده‌است، ممنوعیت مشخص قاچاق انسان را مخصوصاً به عنوان اصلاحیه‌ای به قانون اساسی اضافه کرده‌است و بودجه اقدامات ضد قاچاق را علی‌رغم به وجود آمدن افت مهمی در درآمد ملی، در همان سطح نگه داشته، که در نتیجه تأثیری در کاهش بودجه ملی را در پی داشت. دولت در هنگامه مسابقه بین‌المللی فوتبال به اقدامات پیشگیرانه فعال برای جلوگیری از قاچاق انسان دست زد، قربانیان قاچاق را شناسائی کرد، بازرسان و مأموران ضد قاچاق بیشتری را آموزش داد، و مرزهای کلیدی عبور قاچاقچیان را با نیرو تقویت کرد.

## کمبودها
با این حال، مجرمین قاچاق به ندرت مورد پیگرد قرار می‌گیرند و خدمات برای قربانیان همچنان در حداقل است. اداره مبارزه و مانیتور قاچاق انسان وزارت خارجه ایالات متحده کشور آنگولا را در سال ۲۰۱۷ در رده دوم (مبارزه با قاچاق انسان) قرار داد. (رده دوم شامل کشورهایی می‌شود که به‌طور کامل حائز استانداردهای می‌نیمم برای حفاظت از قربانیان قاچاق انسان و خشونت نیستند، اما کوشش‌های قابل توجهی برای رسیدن به این استانداردها انجام می‌دهند)